# 董场镇
董场镇，是中华人民共和国四川省成都市大邑县曾经下辖的一个镇。2019年12月，撤消董场镇，原董场镇龙华社区、龙兴社区、铁溪社区、凤冠社区、昌明街社区、祥和村、双河村划归沙渠街道管辖，将原董场镇正雄社区、白马村、兴隆村所属行政区域划归安仁镇管辖。

## 行政区划
董场镇撤销前下辖以下地区：
昌明街社区、龙华社区、龙凤社区、铁溪社区、凤冠社区、正雄社区、白马村、兴隆村、双河村和祥和村。